# Herb Wyspy Man

Herb Wyspy Man

Herb Wyspy Man został ustanowiony w 1996. 
Herb przedstawia gotycką tarczę herbową z czarną bordiurą. Na czerwonym polu tarczy położony jest triskelion (trzy zgięte i połączone ludzkie nogi). Trzymaczami tarczy herbowej są sokół z prawej i kruk z lewej strony. Herb posiada dewizę "Quocunque Jeceris Stabit" ("gdziekolwiek mnie rzucisz, będę stał").
Sokół upamiętnia przekazanie wyspy Man sir Johnowi Stanleyowi przez króla Anglii Henryka IV, kiedy to król zażyczył sobie, aby sir Stanley i jego potomkowie przysyłali każdemu kolejnemu królowi angielskiemu dwa sokoły w dniu koronacji. Tradycja ta, rozpoczęta w 1822 podczas koronacji króla Jerzego IV Hanowerskiego jest praktykowana do dziś. Nad tarczą herbową znajduje się korona królewska, symbolizująca zwierzchnictwo króla Anglii, będącego od 1765 lordem wyspy Man. 